# Plate-forme civique
La Plate-forme citoyenne ou Plateforme citoyenne (en polonais : Platforma Obywatelska, abrégé en PO), est un parti politique polonais de centre droit de type libéral-conservateur, démocrate-chrétien et pro-européen.
Créée le 24 janvier 2001 à partir de scissions de l'Alliance électorale Solidarité (AWS) et de l'Union pour la liberté (UW), et enregistrée officiellement en tant que parti le 5 mars 2002, elle est dirigée à ses débuts par Andrzej Olechowski, candidat à l'élection présidentielle de 2000, Maciej Płażyński, maréchal de la Diète de 1997 à 2001, et Donald Tusk, chef du gouvernement de 2007 jusqu'en septembre 2014. On surnomme parfois ces hommes « les trois ténors de la politique polonaise ».
Elle est membre du Parti populaire européen, « famille se situant au centre droit de l'échiquier politique, dont les racines puisent dans l'histoire et la civilisation du continent européen et qui a, dès l'origine, œuvré pour le projet européen ».

## Idéologie

### Questions sociales
La Plate-forme civique a une position conservatrice dans le domaine social. Selon son programme de 2007, édité et diffusé à l'occasion des élections législatives, le « décalogue est la base de la civilisation occidentale, et le parti doit donc maintenir son soutien envers les familles traditionnelles polonaises et leurs normes morales, pour leur stabilité et leur développement ». PO s'oppose donc au mariage homosexuel et à l'euthanasie. Concernant l'avortement, elle ne s'y montre pas favorable, comme la majorité des partis politiques polonais, sauf en cas de viol et lorsque la grossesse peut entraîner des risques vitaux pour la femme, des maladies mentales ou des malformations sur l'enfant. Jusqu'à présent, PO n'a pas exprimé de position unifiée sur la fécondation in vitro.

### Programme économique

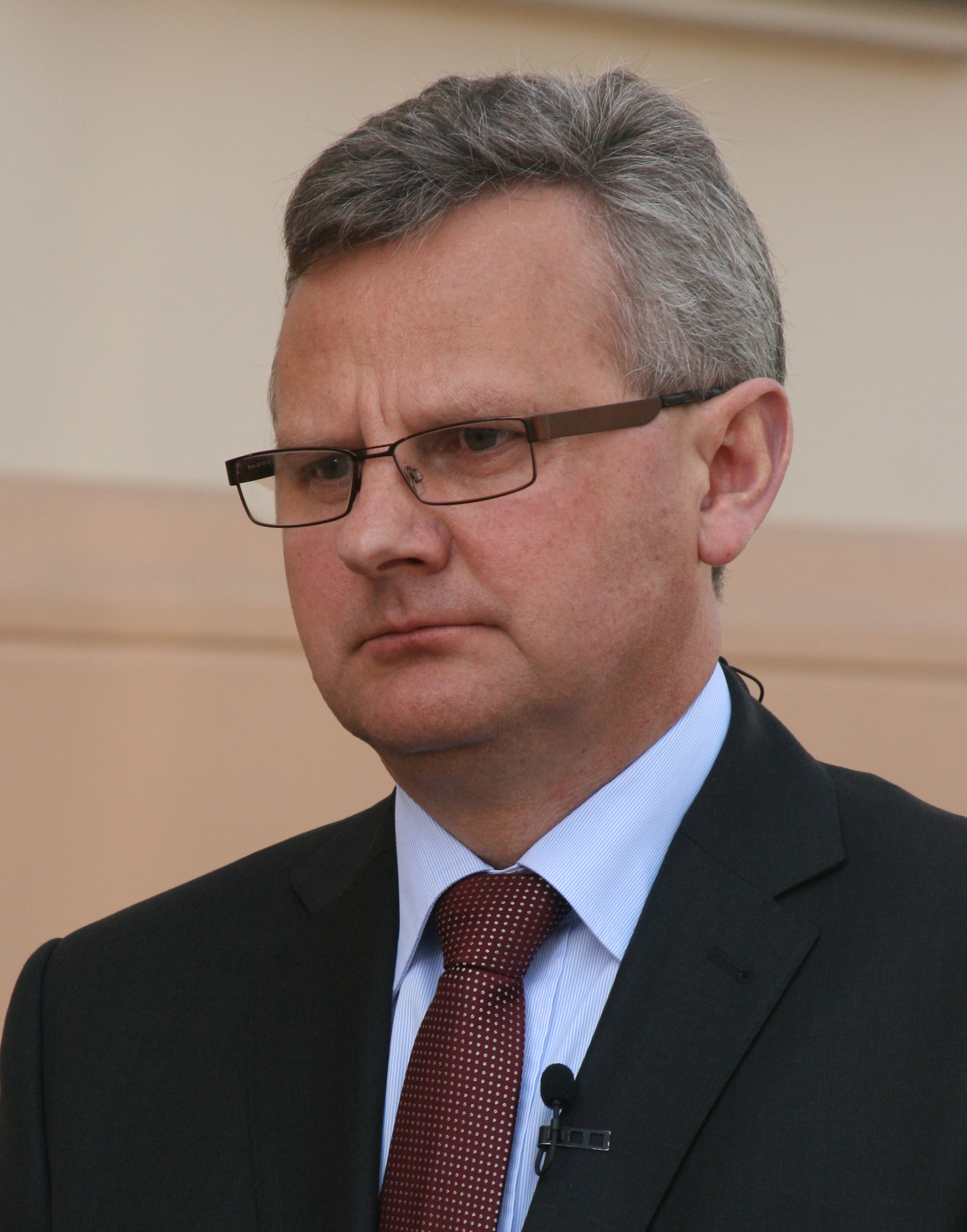
Aleksander Grad, ministre du Trésor entre 2007 et 2011.

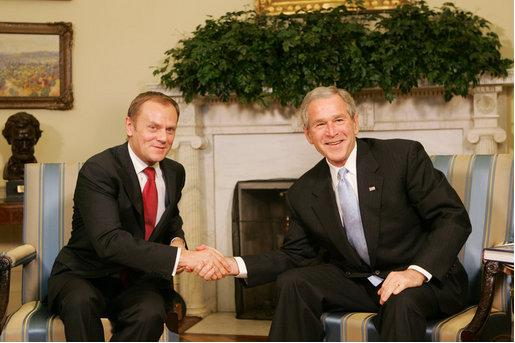
Rencontre George W. Bush - Donald Tusk, le 10 mars 2008 à Washington.

Le parti est plus modéré sur les questions économiques. En effet, il est le seul à s'opposer, en 2004, à l'augmentation des impôts sur le revenu pour les personnes les plus riches (dont le revenu annuel est supérieur à six-cent mille złotys), jugée inconstitutionnelle deux ans plus tard. Dans son programme, il préconise la création d'un impôt à taux unique, fondé sur l'activité et le déficit budgétaires. Avant d'entrer dans l'Union européenne, Jan Rokita, l'un des hommes forts de PO, s'active pour faire adopter l'euro à son pays. Toutefois, ce sujet est repoussé par le gouvernement en place, mené par Marek Belka. Avec son entrée au gouvernement, Donald Tusk milite pour l'entrée dans la zone euro de la Pologne, qui annonça par la voix de son ministre des Finances Jacek Rostowski vouloir l'intégrer le 1er janvier 2014.
La Plate-forme civique veut également réduire le coin fiscal, déjà diminué en 2007 par le gouvernement de coalition, et terminer les privatisations. Cette dernière mesure est même lancée avec le Plan de privatisation 2008-2011, établi par Aleksander Grad et le ministère des Finances. PO a annoncé sa volonté d'améliorer la situation des petites et moyennes entreprises, notamment en éliminant les obstacles administratifs à l'entrepreneuriat. Elle est allée dans ce sens en 2009 en réduisant la bureaucratie fiscale, comme souhaité par la Commission européenne, et en proposant de déclarer ses impôts sur internet.
PO a aussi entrepris le changement du système de retraites, avec la restriction des prépensions en 2008.

### Politique étrangère
Dès ses débuts, PO se déclare en faveur de l'entrée de la Pologne dans l'Union européenne. Il s'agit alors du deuxième parti à prendre cette position, après l'Union pour la liberté de Władysław Frasyniuk. La Plate-forme civique lutte donc pour organiser un référendum, qu'elle obtient en 2003 et qui voit les Polonais se prononcer très largement – à plus de 77 % – pour l'entrée du pays dans l'UE. Selon PO, cette adhésion, qui succède à celle de l'OTAN, est un outil essentiel pour satisfaire les intérêts nationaux. Le parti est aussi en faveur du traité de Lisbonne, et réussit à faire signer le « protocole britannique », version abrégée de la Charte des droits fondamentaux de l'Union européenne, à Lech Kaczyński,. Dans son programme de 2007, la Plate-forme se dit disposée à approfondir la coopération énergétique et la politique étrangère commune de l'Union. Le 7 mai 2009, l'alliance PO-PSL, soutenue par le gouvernement suédois de Fredrik Reinfeldt, présente à Prague par l'intermédiaire de son ministre des Affaires étrangères Radosław Sikorski le Partenariat oriental, accord d'association entre l'Union européenne et l'Arménie, l'Azerbaïdjan, la Géorgie, la Moldavie, l'Ukraine et la Biélorussie. Contrairement à de nombreux partis européens majoritaires, comme l'UMP française ou la CDU allemande, PO est favorable à l'entrée de la Turquie dans l'Union européenne.
Vis-à-vis des États-Unis, PO désire maintenir des liens étroits entre les deux pays, mais veut changer la nature du partenariat pour qu'il devienne plus équilibré. Cette idée est appliquée en 2008, lorsque Donald Tusk, arrivé au pouvoir un an plus tôt, durcit les négociations concernant l'installation d'un bouclier antimissile américain sur le sol polonais, pour exiger une assistance militaire américaine afin d'améliorer la défense de l'espace aérien de son pays. En froid avec la Russie à ce moment, PO désire entretenir de bonnes relations avec ses voisins européens, et améliorer lentement les échanges polono-russes. Elle veut également relancer le Triangle de Weimar, et soutenir la position pro-occidentale de l'Ukraine.

## Histoire

### 24 janvier 2001: la fondation du parti

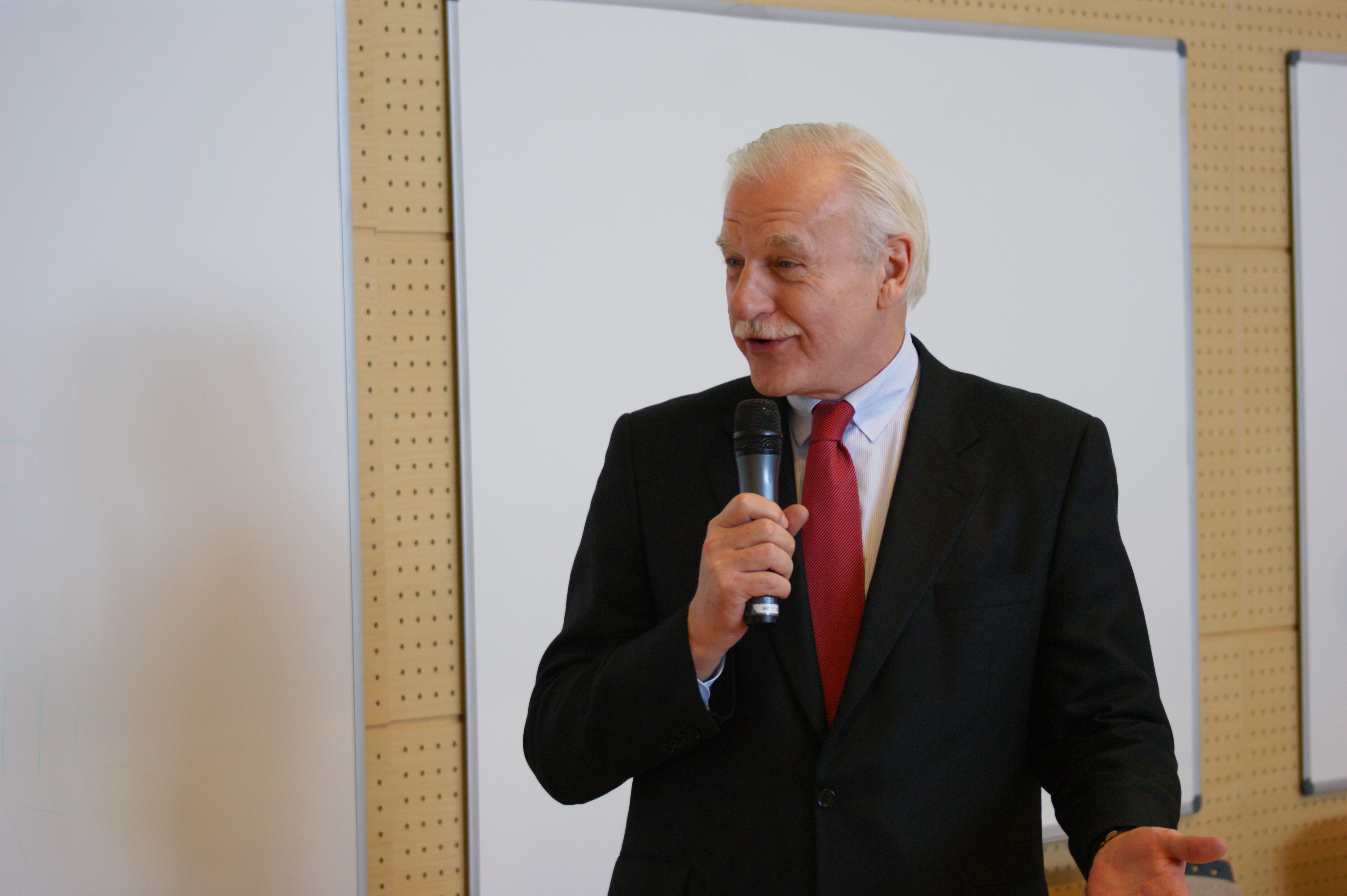
Andrzej Olechowski, l'un des fondateurs de la Plate-forme civique.

La Plate-forme civique est fondée le 24 janvier 2001, à partir entre autres de scissions de l'Union pour la liberté (UW) et de l'Alliance électorale Solidarité (AWS), à la suite des mauvais résultats de cette dernière à l'élection présidentielle de 2000, où son candidat Marian Krzaklewski ne récolte que 15,57 % des voix. Le nouveau parti est lancé officiellement à la Hala Olivia de Gdańsk par trois hommes, surnommés par la suite « les trois ténors de la politique » : Donald Tusk, ancien de l'UW, Maciej Płażyński, député de l'Alliance et Andrzej Olechowski, qui s'est présenté à la présidentielle sous la mention « sans étiquette ».
De nombreux membres de l'Union pour la liberté et de l'Alliance électorale Solidarité rejoignent le parti dès sa fondation, et sont imités par la majorité des dirigeants du Parti conservateur-populaire, comme son fondateur Bronisław Komorowski ou l'un de ses leaders Jan Rokita. À la mi-mars 2001, la Plate-forme civique est créditée de 15 à 20 % des intentions de vote avant les législatives, ce qui le place à la deuxième place, derrière l'alliance SLD-UP (45 % des intentions de vote). De plus, PO reçoit un soutien de poids avec le « ralliement » de Lech Wałęsa, ancien président de la Pologne et fondateur du mouvement Solidarność.

### Depuis 2007: le gouvernement Donald Tusk

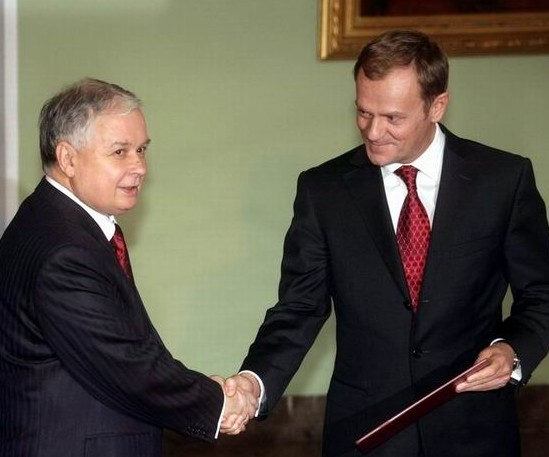
Rencontre Kaczyński - Tusk, en 2007.

Le résultat des élections législatives de 2007 s'avère être clairement positif pour la Plate-forme. En effet, avec 41,51 % des voix, elle compte environ dix points d'avance sur le parti Droit et justice, qui totalise 32,11 % des votes. Le 5 novembre 2007, Bronisław Komorowski est élu à la présidence de la Diète polonaise, par 292 voix contre 160 pour son adversaire du PiS Krzysztof Putra.
Cependant, l'absence d'une majorité absolue au Parlement oblige PO à former un gouvernement de coalition. Son choix se porte sur le PSL, parti paysan démocrate-chrétien. Le nouveau gouvernement est alors dirigé par Donald Tusk, secondé par Waldemar Pawlak du PSL et Grzegorz Schetyna de PO. Dès le début de la cohabitation, le principal parti d'opposition se place pour contrer la Plate-forme. Cette dernière garde néanmoins la confiance de la population polonaise, qui lui réaffirme son soutien lors des élections européennes de 2009. PO y améliore même son score de 2007, et se place en tête avec 44,43 % des voix. Elle gagne dix sièges par rapport aux européennes de 2004, portant ainsi son total à vingt-cinq, soit la moitié de ce qui est alloué à la Pologne, et améliore la position du Parti populaire européen. La Plate-forme civique réussit également à obtenir le soutien des députés concernant la candidature de Jerzy Buzek, élu finalement président du Parlement européen le 14 juillet 2009, avec 555 voix pour sur 736 députés, le plus haut pourcentage jamais enregistré dans cette élection.

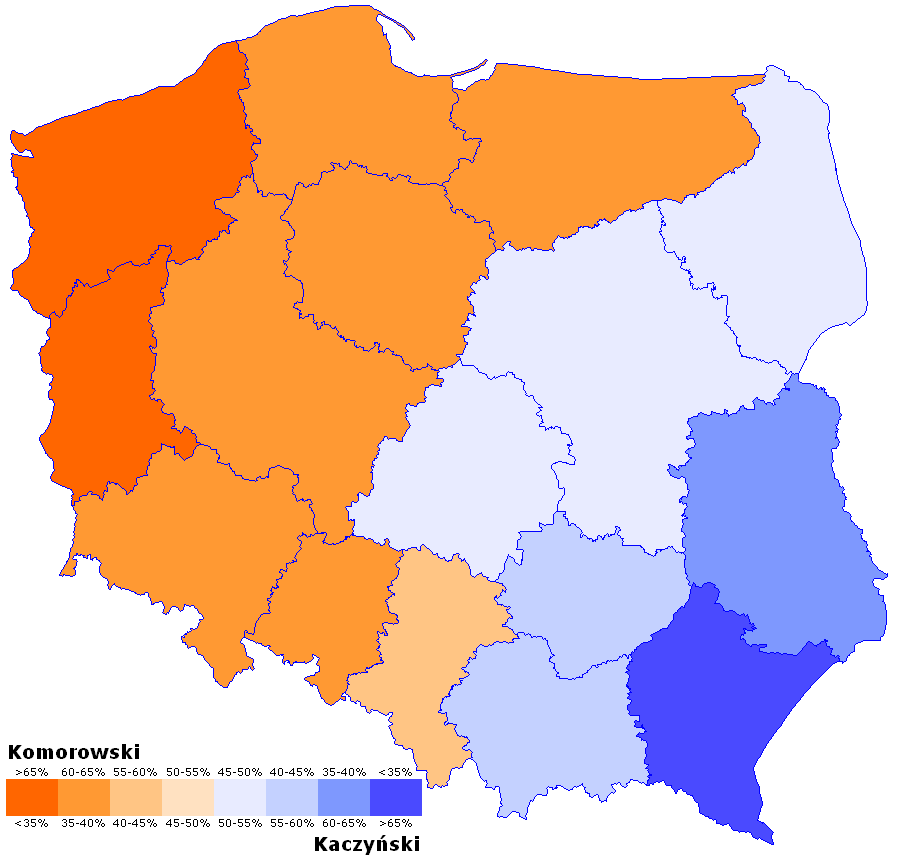
Les voïvodies dans lesquelles Bronisław Komorowski est arrivé en tête du second tour sont en orange.

### 2010: victoire à l'élection présidentielle

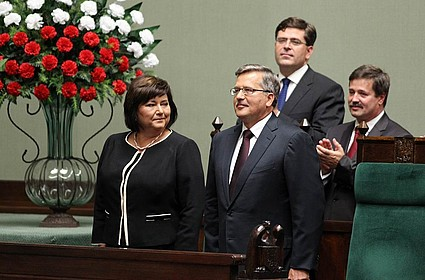
Bronisław Komorowski lors de son investiture.

En janvier 2010, après que Donald Tusk a annoncé renoncer officiellement à l'élection présidentielle de 2010, PO commence à se préparer pour cet évènement majeur, et prend par l'intermédiaire de sa direction la décision d'organiser des primaires. Deux candidats se présentent : Bronisław Komorowski, président du Sejm, et Radosław Sikorski, ministre des Affaires étrangères. En mars 2010, les militants, qui se mobilisent à moins de 50 %, désignent Komorowski avec 68,5 % des voix.
Le Tupolev 154 transportant le président polonais Lech Kaczyński s'écrase lors d'une tentative d'atterrissage sur l'aéroport de Smolensk-nord, le 10 avril 2010, ne laissant aucun survivant parmi les 96 personnes à bord. Plusieurs personnalités de PO se trouvent alors dans l'avion, comme Krystyna Bochenek, vice-présidente du Sénat, ou Maciej Płażyński, cofondateur et premier président du parti. Comme prévu par la Constitution polonaise, Bronisław Komorowski devient aussitôt président de la Pologne par intérim, et fixe, après concertations avec les autres partis politiques, le premier tour de l'élection présidentielle anticipée au 20 juin suivant.
Avec 41,54 % des voix, Bronisław Komorowski arrive en tête du premier tour et dans toute la moitié ouest du pays, ainsi qu'en Varmie-Mazurie, tandis que Jarosław Kaczyński le devance dans les sept voïvodies les plus orientales. Au niveau national, le président par intérim devance le candidat conservateur de 5,08 points, un écart plus faible que ce que prédisaient les enquêtes d'opinion. Le second tour, le 4 juillet 2010, voit la victoire de Komorowski, qui recueille 53,01 % des suffrages exprimés. Le 8 juillet, le natif d'Oborniki Śląskie laisse son poste de président de la Diète à Grzegorz Schetyna, ancien président du groupe parlementaire de PO et élu avec plus de 150 voix d'écart. Ce dernier devient aussitôt président de la république de Pologne par intérim, jusqu'au 6 août, date de l'investiture de Bronisław Komorowski, et est remplacé par Tomasz Tomczykiewicz à la tête du groupe parlementaire.
Cependant, certaines controverses viennent troubler le parti, comme les propos du député Janusz Palikot, président du groupe PO de la voïvodie de Lublin, sur l'accident d'avion de Smolensk. Le 6 octobre, Palikot et plusieurs de ses alliés décident de claquer la porte, pour fonder leur propre parti, Ruch Poparcia. En décembre, un évènement historique marque la fin de l'année de la Plate-forme civique. En effet, John Abraham Godson, originaire du Nigeria, est nommé à la Diète, en remplacement de Hanna Zdanowska (élue maire de Łódź), et devient le premier Noir à siéger au Parlement polonais,.

### 2015: élection présidentielle et élections législatives

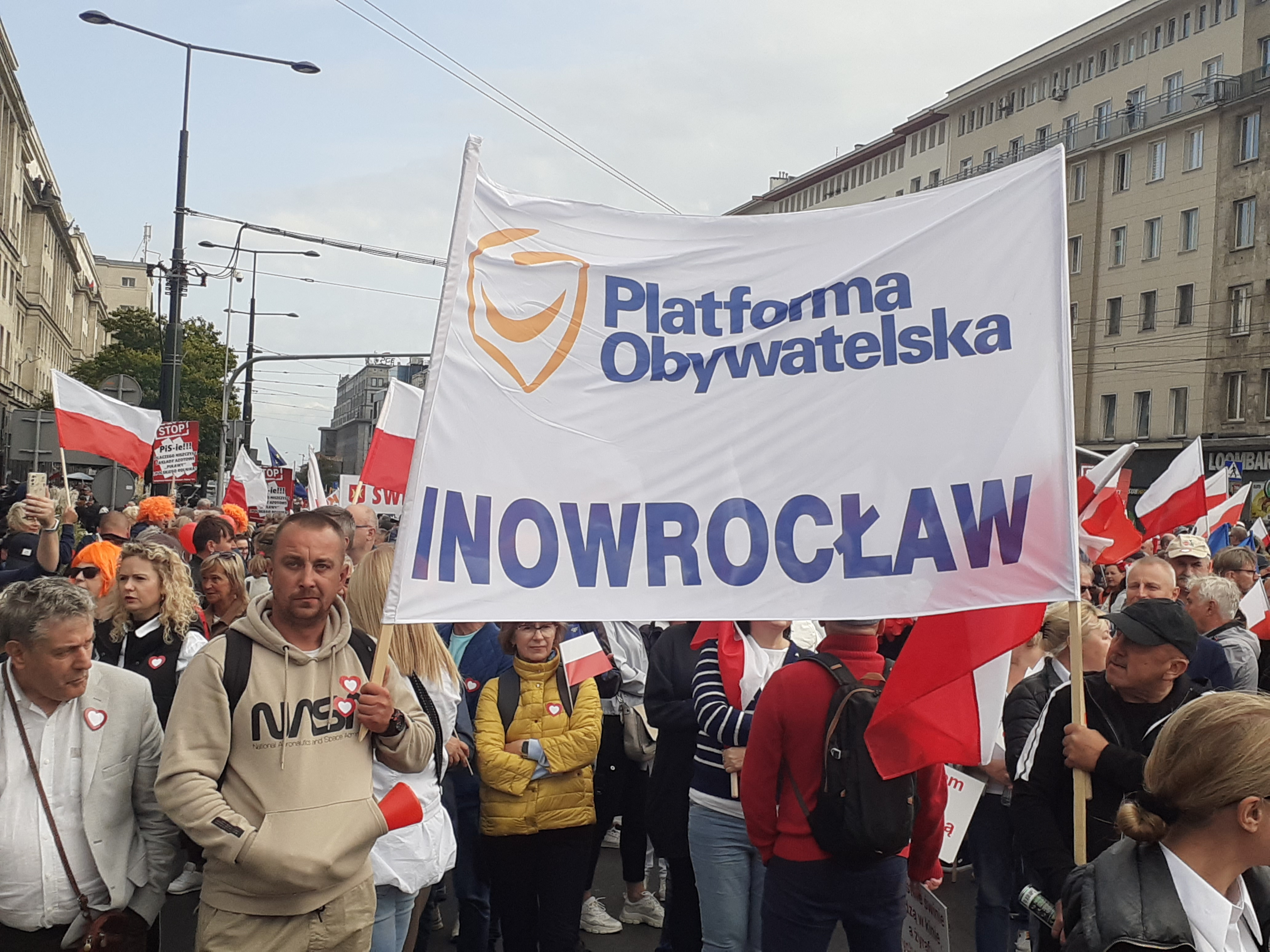
Plate forme civique en 2023

Le parti est ébranlé en 2014 par le scandale du « Waitergate ». Des serveurs de restaurants chics de la capitale ont enregistré les conversations d'hommes politiques membres du parti, mettant en avant la corruption installée au PO. Ces enregistrements ont une influence majeure sur les élections puisqu'ils permettent au PiS de convaincre que « toute l'élite politique et économique était corrompue et siphonnait le pays jusqu'à le rendre exsangue », d'après le cercle de réflexion Polityka Insight.
En mai 2015 se déroulent les élections présidentielles en Pologne. Le parti PO est représenté par le président sortant Bronisław Komorowski, opposé au candidat du parti PiS Andrzej Duda.
Lors du premier tour des élections le 10 mai 2015 Bronisław Komorowski ne recueille que 33,76 % des voix alors que 34,77 % des votants accordent leur confiance à Duda.
Lors du second tour le 24 mai 2015, Komorowski perd la course à la présidentielle avec seulement 48,45 % des voix, laissant alors la victoire à son adversaire Andrzej Duda qui devient président de la république de Pologne.
Le 26 janvier 2016, Grzegorz Schetyna succède à Ewa Kopacz, la cheffe du gouvernement qui avait succédé à Donald Tusk lors de la nomination de celui-ci à la présidence du Conseil européen.
Le PO mené par Donald Tusk remporte les élections législatives du 16 octobre 2023, appuyé par la Troisième Voie et la gauche. Les formations réunissent ensemble 53,5 % des suffrages, devant les 35,5 % obtenus par le PiS, qui se positionne néanmoins comme le premier parti de Pologne.

## Présidents
| Portrait                             | Identité                       | Période         | Période         | Durée                      |
| Portrait                             | Identité                       | Début           | Fin             | Durée                      |
| ------------------------------------ | ------------------------------ | --------------- | --------------- | -------------------------- |
| Maciej Płażyński                     | Maciej Płażyński (1958 - 2010) | 18 octobre 2001 | 1er juin 2003   | 1 an, 7 mois et 14 jours   |
| Donald Tusk                          | Donald Tusk (né en 1957)       | 1er juin 2003   | 8 novembre 2014 | 11 ans, 5 mois et 7 jours  |
| Ewa Kopacz, 20 juin 2015.            | Ewa Kopacz (née en 1956)       | 8 novembre 2014 | 26 janvier 2016 | 1 an, 2 mois et 18 jours   |
| Grzegorz Schetyna, 12 novembre 2019. | Grzegorz Schetyna (né en 1963) | 26 janvier 2016 | 25 janvier 2020 | 3 ans, 11 mois et 30 jours |
| Borys Budka, 22 janvier 2016.        | Borys Budka (né en 1978)       | 26 janvier 2020 | 3 juillet 2021  | 1 an, 5 mois et 7 jours    |
| Donald Tusk                          | Donald Tusk (né en 1957)       | 3 juillet 2021  |                 |                            |

## Résultats électoraux

### Élections parlementaires
| Année | Diète                           | Diète                           | Diète     | Sénat     | Position | Gouvernement                              |
| Année | Voix                            | %                               | Députés   | Sénateurs | Position | Gouvernement                              |
| ----- | ------------------------------- | ------------------------------- | --------- | --------- | -------- | ----------------------------------------- |
| 2001  | 1 651 099                       | 12,7                            | 65 / 460  | 2 / 100   | 2e       | Opposition                                |
| 2005  | 2 849 259                       | 24,1                            | 133 / 460 | 33 / 100  | 2e       | Opposition                                |
| 2007  | 6 701 010                       | 41,5                            | 209 / 460 | 60 / 100  | 1er      | Tusk I                                    |
| 2011  | 5 629 773                       | 39,2                            | 207 / 460 | 63 / 100  | 1er      | Tusk II et Kopacz                         |
| 2015  | 3 661 474                       | 24,1                            | 138 / 460 | 34 / 100  | 2e       | Opposition                                |
| 2019  | Au sein de la Coalition civique | Au sein de la Coalition civique | 119 / 460 | 42 / 100  | 2e       | Opposition                                |
| 2023  | Au sein de la Coalition civique | Au sein de la Coalition civique | 144 / 460 | 41 / 100  | 2e       | Opposition (2023), Tusk III (depuis 2023) |

### Élections présidentielles
| Année | Candidat             | 1er tour  | 1er tour | 1er tour | 2d tour    | 2d tour | 2d tour  | Résultat |
| Année | Candidat             | Voix      | %        | Position | Voix       | %       | Position | Résultat |
| ----- | -------------------- | --------- | -------- | -------- | ---------- | ------- | -------- | -------- |
| 2005  | Donald Tusk          | 5 429 666 | 36,3     | 1er      | 7 022 319  | 46      | 2e       | Défaite  |
| 2010  | Bronisław Komorowski | 6 981 319 | 41,5     | 1er      | 8 933 887  | 53      | 1er      | Victoire |
| 2015  | Bronisław Komorowski | 5 031 060 | 33,8     | 2e       | 8 112 311  | 48,4    | 2e       | Défaite  |
| 2020  | Rafał Trzaskowski    | 5 917 340 | 30,5     | 2e       | 10 018 263 | 49      | 2e       | Défaite  |
| 2025  | Rafał Trzaskowski    | 6 147 797 | 31,4     | 1er      | 10 237 286 | 49,1    | 2e       | Défaite  |

### Élections européennes
| Année | Voix                            | %                               | Rang | Sièges  | Groupe |
| ----- | ------------------------------- | ------------------------------- | ---- | ------- | ------ |
| 2004  | 1 467 775                       | 24,1                            | 1er  | 15 / 54 | PPE    |
| 2009  | 3 271 852                       | 44,4                            | 1er  | 25 / 50 | PPE    |
| 2014  | 2 271 215                       | 32,1                            | 1er  | 19 / 51 | PPE    |
| 2019  | Au sein de la Coalition civique | Au sein de la Coalition civique | 2e   | 14 / 51 | PPE    |
| 2024  | Au sein de la Coalition civique | Au sein de la Coalition civique | 1er  | 21 / 51 | PPE    |

### Élections régionales
| Année | %     | Sièges    |
| ----- | ----- | --------- |
| 2002  | 16,02 | 97 / 561  |
| 2006  | 27,18 | 186 / 561 |
| 2010  | 30,89 | 222 / 561 |
| 2014  | 26,29 | 179 / 555 |
| 2018  | 26,97 | 194 / 552 |